# Bloedbad van Boetsja
Het bloedbad van Boetsja (Oekraïens: Бучанська різанина) was een massamoord op Oekraïense burgers en krijgsgevangenen begaan door onderdelen van het Russische leger in maart 2022 die deelnamen aan de slag om Kiev tijdens de begindagen van de Russische invasie van Oekraïne in 2022. Op 1 april 2022 geraakten de eerste bewijzen van het bloedbad bekend, nadat het Russische leger zich had teruggetrokken uit het bezette gebied ten noorden van Kiev.
Op 2 juli 2023 werd in Boetsja een monument onthuld met daarop de namen van de 501 bij het bloedbad gedode inwoners.

## Omschrijving
Op 2 april 2022, na de terugtrekking van de Russen werd door het Oekraïense leger een groot aantal lichamen van met geweld om het leven gebrachte burgers liggend op straten, in kelders en in een massagraf aangetroffen in Boetsja. Burgemeester Anatoli Fedoroek maakte bekend dat er meer dan 300 inwoners van de stad waren gedood. Bij meerdere slachtoffers waren de handen op de rug gebonden. De gedode burgers droegen geen uniform en hadden alledaagse dingen bij zich, zoals een boodschappentas of een fiets.
Beelden van satellietoperator Maxar Technologies toonden aan dat zeker elf van de aangetroffen lichamen er op 11 maart al lagen, toen de Russen de stad nog bezetten. Door de kou waren ze nog niet in staat van ontbinding geraakt.
Mensenrechtenorganisatie Human Rights Watch maakte behalve in Boetsja ook melding van oorlogsmisdaden — executies, verkrachtingen en diefstal — door Russische militairen in de Oekraïense oblasts Kiev, Tsjernihiv en Charkov.
In Un endroit inconvénient reconstrueert Jonathan Littell straat na straat, huis na huis, wat er plaatsvond en hoe de burgers onvoorspelbaar maar systematisch de gruwelen over zich heen kregen.

## Reacties
De Oekraïense president Volodymyr Zelensky noemde het bloedbad genocide. De honderden gedode burgers in Boetsja lokten internationaal verontwaardigde reacties uit. De Oekraïense minister van Buitenlandse Zaken, Dmytro Koeleba, vroeg de G7-landen om zo snel mogelijk met nieuwe sancties tegen Rusland te komen.
Rusland ontkende betrokkenheid bij het bloedbad in Boetsja en beschuldigde Oekraïne en de westerse landen ervan de moordpartij in scène te hebben gezet. De lichamen die op de beelden te zien waren, zouden daar volgens een verklaring van Kremlin-woordvoerder Dmitry Peskov en de Russische minister van buitenlandse zaken Sergej Lavrov omstreeks 30 maart zijn neergelegd door het Oekraïense leger, nadat de Russische troepen zich hadden teruggetrokken. In Russische media werd gesproken over fake news.

## Onderzoek
Om de oorlogsmisdaden te kunnen vervolgen was het belangrijk dat de lichamen in Boetsja met internationale hulp werden onderzocht. Deskundigen waarschuwden voor te grote haast. De aanblik van de gedode burgers werd door velen ervaren als gruwelijk. De aandrang om ze zo snel mogelijk weg te halen en te begraven was groot. "Sommige slachtoffers in Boetsja waren kennelijk geboeid toen ze werden gedood. Het is van het grootste belang dat zulke bewijzen bewaard blijven tot forensische experts ze hebben kunnen onderzoeken", aldus Robert McNeill, een gepensioneerde Schotse patholoog-anatoom. McNeill was onder meer betrokken bij de identificatie van doodgeschoten moslims in het Bosnische Srebrenica in 1995. "Het zal moeilijk zijn Russische militairen in staat van beschuldiging te stellen."

### Satellietbeelden
De Amerikaanse krant The New York Times maakte op 4 april 2022 na onderzoek bekend dat op satellietbeelden te zien was dat de lichamen er al weken lagen. Satellietbeelden toonden ook de eerste tekenen van het maken van een massagraf in Boetsja op 10 maart. Op 31 maart was het uitgegroeid tot een ca. 14 meter lange "loopgraaf" in het zuidwestelijke deel van het gebied bij de kerk.

### Dronebeelden
Op dronebeelden die op 3 maart 2022 werden gemaakt door het Azovbataljon was te zien dat Russische pantserwagens meerdere schoten aflosten in de richting van een fietser, terwijl die de hoek om kwam rijden. Verderop in de straat stond een tank met daarop een grote witte V, een Russisch militair symbool. Dit komt overeen met beelden die bijna een maand later, op 1 april, verschenen op Telegram van dezelfde fietser, die op dezelfde locatie op straat ligt.

### Radioverkeer
Op 7 april 2022 meldde het Duitse weekblad Der Spiegel dat de Duitse inlichtingendienst radioverkeer had onderschept van Russische militairen, waarin werd gesproken over burgerdoden in Boetsja. Er waren duidelijke verbanden tussen het radioverkeer en een aantal slachtoffers die te zien waren op beeldmateriaal. In een van de gesprekken praatte een militair over iemand die in Boetsja van zijn fiets werd geschoten.

### Gebruik van flechettes
Op 24 april 2022 meldde The Guardian dat tientallen lichamen flechettes in zich hadden. Ooggetuigen in Boetsja hadden eerder melding gemaakt van het afvuren van flechette-granaten door Russische artillerie, met behulp van granaten die elk tot 8000 flechettes dragen. Het gebruik van flechettes in stedelijke gebieden wordt beschouwd als een schending van het internationaal humanitair recht.

### Videobeelden
Op 19 mei 2022 gaf The New York Times video's vrij van 4 maart 2022 waarop te zien is hoe Russische soldaten negen mannen wegleiden, om ze vervolgens tegen de grond te dwingen. Een drone filmde acht dode lichamen op de plek waar de video werd opgenomen en na de bevrijding van Boetsja werden de lichamen daar ook aangetroffen. Een van de mannen had het overleefd, door te doen alsof hij dood was. De video's tonen duidelijk de vermoorde mannen in Russische hechtenis minuten voor hun executie en bevestigen ooggetuigenverslagen.
Op 22 december 2022 concludeerde dezelfde krant, aan de hand van exclusieve telefoongegevens, documenten, interviews en duizenden uren video, dat de daders van het bloedbad in de Jabloenska-straat, waarbij tientallen burgers om het leven kwamen, Russische parachutisten van het 234ste luchtaanvalregiment onder leiding van luitenant-kolonel Artjom Gorodilov waren.